# 마크 마텔
마크 마텔(Marc Martel, 1976년 11월 16일 ~ )은 캐나다의 크리스천 록 음악가이다.

## 다운히어
다운히어는 브라이어크레스트 대학을 대표하여 순회공연을 하는 동안 그들의 사운드를 발전시켰다. 4년간의 대학 생활 끝에 밴드는 테네시주 내슈빌로 이주하여 워드 레코드와 계약을 맺었다. 다운히어는 계속해서 주노상, 컨벤션상, 도브상을 수상하였다. 그들은 2013년 1월 1일부터 활동을 중단하기 전에 《On the Altar of Love》를 포함한 10장의 음반을 발매했다.